# Mexidracon
Mexidracon (drac mexicà) és un gènere extint de dinosaures teròpodes ornitomímids que van viure al Cretaci superior en el que actualment és Mèxic, concretament, a la formació Cerro del Pueblo. Només consta d'una espècie, Mexidracon longimanus. Els fòssils van ser descoberts el 2014, i va ser descrit com a nou gènere l'any 2025. Destaca per tenir uns metacarpians molt llargs per un ornitomímid, d'aquí el nom de l'espècie, longimanus (braços llargs en llatí).